# Dominik Bruntálský z Vrbna
Hrabě Dominik Bruntálský z Vrbna (německy Dominik Graf von Wrbna-Freudenthal, 24. května 1788 – 7. září 1870, Opava), byl český šlechtic z mladší větve české linie rodu Bruntálských z Vrbna.

## Život
Narodil se jako syn hraběte Rudolfa Bruntálského z Vrbna a jeho manželky kněžny Marie Terezie z Kounic-Rietbergu.
V raném mládí vstoupil do císařského pluku hulánů arcivévody Karla č. 3 a již jako 21letý se v roce 1809 v hodnosti rytmistra zúčastnil bojů bitvy u Wagramu 5. a 6. července. Ve stejně urputných střetech při ústupu přes Schöngrabern, Grund a Hollabrunn, kde pluk od 6. do 10. července úspěšně odolával nepřetržité sérii útoků nepřítele, se Dominik Bruntálský z Vrbna vyznamenal natolik, že byl osobně chválen mezi nejstatečnějšími důstojníky.
Svou vojenskou kariéru hrabě později ukončil a odešel do výslužby v hodnosti majora. Zemřel 7. září 1870 v Opavě jako jeden z nejstarších veteránů císařské armády. 